# Il Memoriale di Sant'Elena
Il Memoriale di Sant'Elena è un libro costituito da riflessioni e ricordi raccolti da Emmanuel de Las Cases nella forma letteraria di memoriale di Napoleone Bonaparte, da lui stesso esposti durante conversazioni quasi quotidiane tenute con i suoi amici, tra i quali Las Cases, durante il suo esilio sull'isola di Sant'Elena.
L’opera, che uscì nel 1823, ottenne un enorme successo di pubblico che consentì a Las Cases di godere di una vita estremamente agiata. Nel 1840 egli pubblicò una nuova edizione riveduta e corretta.

## Presentazione del Memoriale
(Parole rivolte da Napoleone ai soldati della Vecchia Guardia il giorno degli addii di Fontaineblau nell'aprile 1814)
Contrariamente ad un'idea largamente diffusa, ma in parte fuorviante, Napoleone non ha dettato il testo dell'opera, e Las Cases ne ha sempre assunto l'originalità per intero. 
L'opera, oltre a fornire alcuni aneddoti sulla vita quotidiana di Napoleone a Sant'Elena, contiene anche, in forma essenziale, riflessioni dell'imperatore sulla sua giovinezza, il racconto delle sue campagne militari e le vicissitudini del suo esilio a Sant'Elena, espresse anche attraverso giudizi particolarmente critici verso la politica adottata nei confronti di Napoleone dal governatore britannico dell'isola, Hudson Lowe: per questo motivo, il manoscritto fu sequestrato al momento della sua partenza dall'isola alla fine del 1816, e fu restituito solamente dopo la morte di Napoleone, nel 1821.

## Contenuto politico delMemoriale

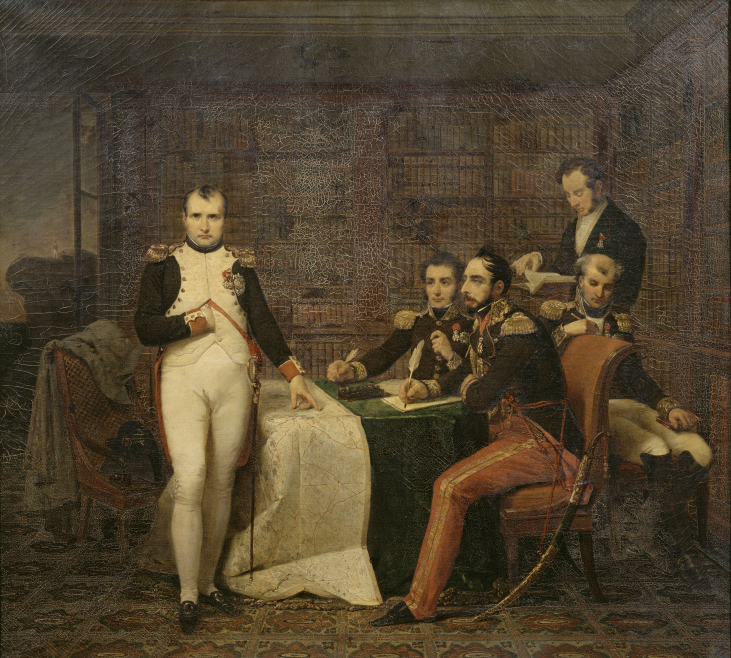
Napoleone I detta le sue memorie ai generali Montholon e Gourgaud alla presenza di Henri Gatien Bertrand e di Emmanuel de Las Cases - Olio su tela di autore anonimo

Da un punto di vista politico, il contenuto del Memoriale venne a definire le basi del bonapartismo: secondo Jean Tulard (nato nel 1933, autore di decine di saggi su Bonaparte) ne divenne il "breviario". Sempre Tulard, in un'intervista in occasione del bicentenario dalla sua morte, ritiene che "l'Imperatore è presentato come un martire, un perseguitato, una vittima delle oscure forze reazionarie, delle monarchie che hanno restaurato l'Ancien Régime, calpestato le glorie militari della Francia declassandola a potenza minore".
La pubblicazione della prima edizione, nel 1823, impedì il dissolversi del movimento bonapartista nel più ampio contesto della nebulosa politica di ispirazione liberale.
Tale contributo all'elaborazione ideologica bonapartista fu reso possibile dal fatto che lo stesso Napoleone presenta nel Memoriale il suo agire alla luce di una riflessione di carattere politico che associa diversi temi fondamentali.
Con il Memoriale, Napoleone finì così per riprendere - post mortem - il controllo della dottrina bonapartista che gli era sfuggita di mano a seguito del suo esilio a Sant'Elena dal 1815 in poi. 
L'opera conferisce un fondamento storico al bonapartismo, integrandovi abilmente e con forza idee liberali e nazionalistiche. 
Tale integrazione è compiuta senza snaturare le basi del bonapartismo così come queste s'erano formate durante i primi anni della Restaurazione francese, e rimane coerente con la pratica storica delineata in principio dagli atti di governo di Napoleone: legittimità popolare e dinastica, autorità, uguaglianza di fronte alla legge, gerarchia, preminenza del governo sulle assemblee parlamentari, richiamo alle élite di ogni natura, lotta contro la monarchia "realista" e contro il giacobinismo. 
Gli scritti del futuro Napoleone III, non a caso, riprendono scrupolosamente il messaggio politico trasmesso dal Memoriale.

### Napoleone come continuatore della parte positiva della Rivoluzione francese
Nel Memoriale Napoleone si considera come un erede della Rivoluzione francese, ma il principale merito che egli attribuisce a se stesso è quello di avergli posto termine, pur conservandone la "parte positiva".
In tal modo, pur rivendicando tale eredità, egli critica i protagonisti dell'"Anno II" e in particolare Robespierre, giudicato colpevole di non aver saputo porre termine egli stesso alla fase rivoluzionaria. 
Napoleone, dunque, rivendica la parte positiva del lascito rivoluzionario, non certo il Terrore, né l'anarchia. 
Diversamente da un'idea diffusa, ma erronea, dunque, Napoleone non pretende di aver proseguito la Rivoluzione, ma si vanta d'avervi posto fine, però conservandone - e rendendone permanenti - le acquisizioni di carattere politico e sociale.
In tale ottica, pertanto, Napoleone non desidera glorificare la rivoluzione nella sua integralità, poiché afferma di averla «decontaminata», ciò che implica essa avesse degli aspetti di carattere criminale. 
Per Napoleone, definirsi "l'uomo della Rivoluzione" significa riconciliarla con "il secolo", cioè lavare la Nazione dai crimini commessi nel periodo rivoluzionario.. 
Nel conflitto che l'oppose all'Ancien régime, Napoleone sarebbe stato così il solo "snodo" che permettesse una riconciliazione nazionale. Egli intendeva quindi conservare le conquiste rivoluzionarie, soprattutto sul piano sociale, pur rigettando i metodi del Terrore.

### Napoleone protettore della futura libertà
Nel Memoriale, Napoleone, dipingendosi come liberale, cerca di spiegare come mai l'Impero sia stato costretto non ad ampliare, ma a ridurre - "provvisoriamente" - le libertà. Una volta che la guerra fosse stata conclusa, secondo Napoleone, l'Impero sarebbe divenuto più liberale nel quadro di un'Europa federale raccolta attorno al cardine costituito dalla Francia. 
Napoleone non cerca d'edulcorare il suo modo di governare e critica tanto gli ideologi quanto i metafisici suoi contemporanei. Di fronte a questi ultimi, Napoleone giustifica il fatto che l'uomo di Stato debba, a volte, saper far ricorso a un certo machiavellismo, denunciando, in tal modo, una sua concezione pessimista dell'umanità.
Egli presenta il codice civile come la base delle future libertà e la libertà individuale come il fondamento delle future libertà politiche. Tale impostazione liberale consentirà ai bonapartisti di esibire il loro liberalismo e ai liberali puri di veicolare la leggenda napoleonica al fine di raggiungere un più vasto pubblico.

### Napoleone difensore della sovranità popolare
Napoleone esprime molteplici riflessioni volte a testimoniare una sua adesione al concetto di sovranità popolare. 
L'esiliato riprende espressioni di "fiducia", "voto" e "volontà del popolo" che, nella sua visione, tuttavia, mettono più in risalto la comunione di pensiero e d'interessi tra il popolo e un monarca che non i rapporti giuridici fissati tra il popolo e il capo che lo rappresenta. 
L'ereditarietà non trova la sua sorgente né nel diritto divino, né nella volontà popolare.
È dunque nella misura in cui egli è cosciente d'incarnare le aspirazioni popolari che l'imperatore accorda valore all'opinione pubblica. Tuttavia, l'opinione pubblica cui Napoleone si riferisce, accordandole valore, non è quella dei salotti, degli uomini politici, degli intellettuali, quanto piuttosto quella consacrata dal popolo attraverso il voto nei plebisciti.

### Napoleone garante della supremazia dell'Esecutivo
Esprimendosi come contrario all'idea di un dispotismo militare, Napoleone ridefinisce la lettura del suo potere e sembra connotare retrospettivamente il sistema dell'Atto addizionale alle Costituzioni dell'Impero del 1815 (scritto all'inizio dei Cento giorni) sulla precedente esperienza, imperiale e consolare. 
Egli si qualifica come "magistrato supremo" ed evoca una "monarchia costituzionale temperata".
Ma Napoleone lascia intendere che tale visione resta tuttavia teorica, poiché egli riconosce di non avere molto rispetto verso le assemblee parlamentari. Ma egli evoca poco queste ultime, per altro dubitando della loro utilità e stigmatizzando quella che ritiene essere la loro propensione alla codardia e al tradimento. 
La critica relativa agli eccessi del parlamentarismo - costitutiva del bonapartismo - è presente nel Memoriale, ma in modo misurato. In realtà, Napoleone rimarca chiaramente la sua preferenza per la supremazia dell'Esecutivo sulle assemblee legislative, nelle quali vede una sorgente d'instabilità, dubitando che la difesa degli interessi nazionali sia il loro principale interesse.

### Napoleone promotore del principio delle nazionalità
L'idea nazionale, come tale, è molto presente nel Memoriale. Napoleone insiste sulla necessità dell'unità della nazione per porre fine al regno dei partiti. Per fortificare la nazione, Napoleone proclama i meriti della promozione delle élite sino a creare un'aristocrazia nazionale, senza privilegi anacronistici, oltre che quelli di una amministrazione centralizzata volta a garantire un ordine armonico e razionale.
Napoleone dichiara la sua fede nella forza ineluttabile del principio di nazionalità. 
Il suo progetto di Europa federale non era, a suo parere, incompatibile con il rispetto di tale principio: "non fui il distruttore dei diritti dei popoli, io che avevo fatto tutto, e che ero pronto a far tutto per loro". 
Sempre secondo la sua opinione, solo il disastroso esito della campagna di Russia gli ha impedito di portare a termine il suo progetto di ripristinare la libertà della Polonia, e rivendica la propria politica in Italia che ha contribuito a ridurne la frammentazione, mentre prevedeva di giungere alla sua completa unità come esito finale.

## Storia editoriale delMemoriale
Numerose furono le edizioni del Memoriale diffuse durante il XIX secolo: 1822-1823 (prima edizione), 1824 (aggiunte e correzioni alle precedenti), 1828 (nuovi titoli), 1830-1831 (edizione rivista), 1842 (edizione rivista e ampliata), ecc. Tra tutte le opere memorialistiche redatte a Sant'Elena (Montholon, Gorgaud, Antommarchi), quella di Las Cases fu certamente quella che ebbe maggiore diffusione .
Una copia del Memoriale era conservata alla British Library nelle collezioni depositate nel 1965 dalla famiglia dell'allora Segretario di Stato britannico per la Guerra, Lord Bathurst, superiore del Governatore di Sant'Elena, Hudson Lowe. Si tratta del manoscritto originale dell’opera, ripubblicato in Francia nel 2017 da Éditions Perrin con un testo preparato, presentato e commentato da Thierry Lentz, Peter Hicks, François Houdecek e Chantal Prévost della Fondation Napoléon.

## Curiosità
L'opera viene citata nel romanzo più celebre di Stendhal, Il rosso e il nero, nel capitolo IV. Il giovane Julien guarda Il Memoriale di Sant'Elena cadere, per mano del padre, in un ruscello. L'autore informa che questo libro << era quello che prediligeva >>. Inoltre Stendhal detestava il conte de Las Cases, perché troppo << ciambellano >>, ma considerava il suo libro fedele alle opere dell'imperatore Napoleone.